# Drycothaea indivisa
Drycothaea indivisa es una especie de escarabajo longicornio del género Drycothaea, familia Cerambycidae. Fue descrita científicamente por Nascimento en 2018.
Habita en México. Los machos y las hembras miden aproximadamente 7,1 mm. El período de vuelo de esta especie ocurre en el mes de abril.